# الوصفات الغذائية الشائعة في تيك توك
اشتهرت في الآونة الأخيرة وصفات لأطباق جديدة على منصة التواصل الاجتماعي تيك توك. كما ازدادت شعبية هذا المحتوى في عام 2020 خلال جائحة كوفيد -19، إذ أصبح الناس يطهون الطعام ويتناولونهُ في المنزل، والكثير منهم أصبحوا يستخدمون وسائل التواصل الاجتماعي بغرض الترفيه. بينما يشارك بعض مستخدمي تيك توك وجباتهم الغذائية ووصفاتهم فإن آخرين يُوّسِعون علامتهم التجارية أو صورتهم على التيك توك من خلال مقاطع فيديو خطوة بخطوة للوصفات السهلة والشائعة. غالباً ما يُشير المستخدمون إلى المحتوى المرتبط بالطعام باسم «فود توك».
يُستخدم الهاشتاغ #تيكتوك-فود و#فودتوك لتحديد المحتوى المرتبط بالطعام، حيث شوهِدت 40.2 مليار و9.7 مليار مرة على التوالي مُنذُ إنشاء التطبيق، وفقاً للشركة. كان لهذهِ الوصفات آثار مجتمعية عميقة على ملايين المُشاهدين. إذ ازدادت شعبية الطهي عند الشباب، والمحادثات حول المسوقين، واستخدام وسائل التواصل الاجتماعي لتسويق المُنتجات الغذائية. كما أدت هذهِ الموضة إلى نقص في الغذاء. حَقق بعض مُنشئي محتوى تيك توك مثل إتان بيرناث وجيرون كومبس وإميلي ماريكو شهرة واسعة بإعادتهم صياغة وصفات أصبحت موضة في عالم الطعام. إذ طوروا وزملاءهم وصفات مثل طبق بقايا السلمون ومعكرونة جبن الفيتا وبيض البيستو.

## خط زمني

### قهوة دالغونا
قهوة دالغونا هي قهوة تُحضر بجمع كميات مُتساوية من القهوة والسكر والماء الساخن، ومن ثُم خَفق الخليط لإنتاج قوام يُشبه الرغوة. ظَهرت قهوة دالغونا للمرة الأولى باعتبارها موضة في كوريا الجنوبية،  حيث اكتسبت إسمها. في مارس 2020، ظَهرت هذهِ الموضة في الولايات المتحدة، وحصل الهاشتاغ خاصتها على أكثر من 100 مليون مُشاهدة.

### ميني بان كيك سيريال
رقائق البان كيك الصغيرة، وهي إحدى الوصفات المشهورة في تيك توك، حيثُ تُصَغّر البان كيك لتُصبح على شكل رقائق صغيرة تحل محل الحبوب التقليدية. يَصنع المُستخدمون فطائر صغيرة ويُضيفونها إلى وعاء يعلوهُ شراب القيقب والزبدة. يُنسب إلى سيدني ميلهوف الذي نشر الوصفة لأول مرة على المنصة في أبريل. كما طور العديد من المستخدمين طريقة تناولهم للطبق وأعادوا صياغته باستخدام أطعمة مختلفة مثل البسكويت والكعك والكرواسون.

### الخبز السحابي
خبز السحاب هو بديل خفيف ومنفوش ومُخفض الكاربوهيدرات. وهو مصنوع من بياض البيض ونشاء الذرة والسكر. أصبح الخبز السحابي شائعاً على تيك توك في يوليو ويُنسب إليه «لينقانا» في المنصة.

### قنابل الشوكولاتة الساخنة
أصبحت قنابل الشوكولاتة الساخنة «المعروفة أيضًا باسم قنابل الكاكاو» شائعة على تيك توك والتي اخترعها إريك توريس جارسيا في ديسمبر 2019 وفقاً للشركة. وهي عبارة عن كريات شوكولاتة مليئة بمسحوق الشوكولاتة وغيرها من الأطعمة، مثل حلوى الخطمي، والتي تُغمر بعد ذلك في الحليب الساخن الذي يُذيب كرة الشوكولاتة، إذ يَنتُج مشروب مليء بالإضافات الإبداعية. أصبح المشروب شائعاً في فترة أعياد الميلاد، حيثُ أضاف العديد من الخبازين أو أصحاب المتاجر هذا المشروب إلى قوائم الطعام. يَدّعي إريك أوريس جارسيا أنهُ نشر أول فيديو للمشروب الساخن الآنف ذكرهُ على تيك توك. منذُ ذلك الحين حاول الكثير من الناس إعادة صُنع الحلوى وإنشاء قنابل الشوكولاتة المميزة الخاصة بهم.

### المعكرونة المخبوزة بجبنة الفيتا
يَعود الانتشار الكبير لهذهِ الوصفة إلى بساطتها وسهولة تحضيرها. إذ يُعد الطبق باستخدام بعض المُكونات البسيطة مثل الطماطم، وجبن الفيتا، وزيت الزيتون، والمعكرونة، والريحان، والثوم. أصبح هذا الطبق شائعاً لدرجة أنهُ تسبب في نقص جبن الفيتا في محلات البقالة الفنلندية.

### سلطة فلامين هوت شيتوس
أنشا مُستخدم تيك توك @rxthism وصفةً لاقت انتشاراً واسعاً، عن طريق إضافة فلامين هوت شيتوس إلى مزيج السلطة. مع أكثر من أربعة ملايين ونصف مشاهدة، أثار هذا المزيج من الخيار، وشيتوس فلامين الحار، والصلصة الحارة، والكزبرة، وعصير الليمون اهتماماً كبيراً. إذ أصبح إدخال الطعام غير المرغوب بهِ في طبق عادي موضة جديدة في فودتوك اعتباراً من نوفمبر 2021، حيثُ أُنشئت أطباق أكثر إبداعاً من هذا النوع استجابة لذلك.